# Cyclopogon gracilis
Cyclopogon gracilis är en orkidéart som beskrevs av Rudolf Schlechter. Cyclopogon gracilis ingår i släktet Cyclopogon, och familjen orkidéer.
Artens utbredningsområde är Ecuador. Inga underarter finns listade i Catalogue of Life.